# Nemours
Nemours is een gemeente in het Franse departement Seine-et-Marne (regio Île-de-France) en telt 12.898 inwoners (1999). De plaats maakt deel uit van het arrondissement Fontainebleau. De stad herbergt een 12e-eeuws kasteel.

## Geografie
De oppervlakte van Nemours bedraagt 10,8 km², de bevolkingsdichtheid is 1194,3 inwoners per km².
De onderstaande kaart toont de ligging van Nemours met de belangrijkste infrastructuur en aangrenzende gemeenten.

## Demografie
Onderstaande figuur toont het verloop van het inwonertal (bron: INSEE-tellingen).

## Geboren
- Étienne Bézout (1730-1783), wiskundige
- Pierre Berthier (1782-1861), mineraloog en geoloog, ontdekker van bauxiet
- Philippe Petit (1949), koorddanser
- Jean-François Pescheux (1952), wielrenner
- Rudi García (1964), voetballer
- Evans Kondogbia (1989), Centraal-Afrikaans voetballer
- Geoffrey Kondogbia (1993), voetballer